# Jim Telfer
James "Jim" Telfer (17 de març de 1940) fou un jugador i entrenador de rugbi escocès. Antic director de la Hawick High School i mestre de química, va ser conegut per les sessions d'entrenament de càstic que realitzava quan era seleccionador escocès. Igual que Sir Ian McGeechan, va tenir èxit tant amb la selecció escocesa com amb els British and Irish Lions.
Telfer va jugar tant per la selecció nacional com pels Lions, entre 1966 i 1968. Com a jugador, estava molt influenciat pel rugbi de Nova Zelanda. Desgraciadament, després d'una operació de cartílag es va haver de retirar.
George Crerar va dir de Telfer que "el més gran de Jim Telfer és que, si no aconsegueix la pilota, s'assegura que el rival tampoc ho pugui fer."
Com a entrenador, va ser seleccionado dels British and Irish Lions el 1983. El 1997 en fou assistent, responsabilitzant-se principalment de l'atac, en una gira de l'equip per Sud-àfrica.
Telfer va entrenar la selecció escocesa que va adjudicar-se el Grand Slam del 1984 i, com assistent de Sir Ian McGeechan, va col·laborar en la consecució d'un segon Grand Slam el 1990. Posteriorment tornaria a ser entrenador, els anys 1999 i 1999, moment en què Escòcia guanyà el darrer Cinc Nacions de la història.
Actualment entrena i dirigeix l'equip sots-18 del Melrose RFC - Melrose Wasps Arxivat 2013-09-03 a Wayback Machine..